# 罗伯托·费拉里斯
罗伯托·费拉里斯（義大利語：Roberto Ferraris，1952年1月16日—），意大利男子射击运动员。他曾代表意大利参加1972年、1976年和1980年夏季奥林匹克运动会射击比赛，其中1976年奥运会获得一枚铜牌。